# Washington Melodrama
Pour plus de détails, voir Fiche technique et Distribution.
Washington Melodrama est un film américain réalisé par S. Sylvan Simon, sorti en 1941.

## Synopsis
Calvin Claymore, un industriel de Washington, dirige un groupe qui soutient un projet de loi du Sénat visant à envoyer de l'aide en Europe qui est en guerre, mais l'isolationniste Hal Thorne s'y oppose, son journal Daily Tabloid et la radio font pression dans ce sens. Comme sa femme et sa fille Laurie, qui est fiancée à Hal, sont en vacances en Amérique du Sud depuis quelque temps, Calvin, solitaire, accepte d'accompagner son ami, le sénateur Morton, au Marigold Club.

## Fiche technique
- Réalisation : S. Sylvan Simon
- Scénario : Marion Parsonnet, Roy Chanslor
- Producteur : Edgar Selwyn
- Photographie : Harold Rosson
- Musique : David Snell
- Montage : Gene Ruggiero
- Genre : Drame[2]
- Production : Metro-Goldwyn-Mayer
- Durée : 80 minutes
- Date de sortie : 18 avril 1941

## Distribution

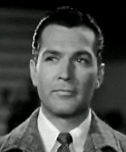
Kent Taylor dans le générique du film.
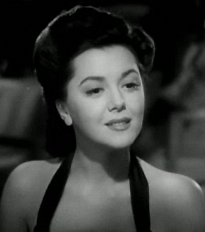
Ann Rutherford.
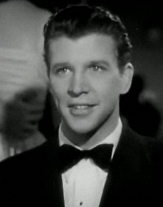
Dan Dailey.

- Frank Morgan : Calvin Claymore
- Ann Rutherford : Laurie Claymore
- Kent Taylor : Hal Thorne
- Dan Dailey : Whitney King
- Lee Bowman : Ronnie Clayton
- Fay Holden : Mrs. (Calvin) Claymore
- Virginia Grey : Teddy Carlyle
- Anne Gwynne : Mrs. Harrington
- Olaf Hytten :	Parry
- Douglass Dumbrille as 	Donnelly
- Cliff Clark : Simpson
- Hal K. Dawson : Logan
- Thurston Hall : Senator Morton
- Joseph Crehan : Phil Sampson
- Frederick Burton :	Dean Lawford
- Howard Hickman :	Bishop Chatterton
- Virginia Brissac : Mrs. Curzonas Mary Morgan